# Treignat
 Treignat  là một xã ở tỉnh Allier thuộc miền trung nước Pháp.